# Brigitte Serwonski
Brigitte Serwonski es una deportista alemana que compitió para la RFA en natación sincronizada. Ganó dos medallas en el Campeonato Europeo de Natación de 1974, plata en la prueba dúo y bronce en solo.

## Palmarés internacional
| Campeonato Europeo | Campeonato Europeo       | Campeonato Europeo | Campeonato Europeo |
| Año                | Lugar                    | Medalla            | Prueba             |
| ------------------ | ------------------------ | ------------------ | ------------------ |
| 1974               | Ámsterdam (Países Bajos) | Medalla de plata   | Dúo                |
| 1974               | Ámsterdam (Países Bajos) | Medalla de bronce  | Solo               |